# Ravager (mexikanische Band)
Ravager ist eine Death-Metal-Band aus Mexiko, die 1997 gegründet wurde.

## Geschichte
Ravager wurde vom ehemaligen Disgorge-Frontmann Antimo Buonanno (früheres Mitglied von Bloodreaping, Impiety, Demonized hier zusammen mit Samuel Olvera) 1997 gegründet unter dem Namen Domain. Da dieser Name jedoch bereits von der deutschen Melodic-Rock-Band Domain besetzt war und ein Rechtsstreit drohte, änderten sie ihren Namen, circa im Jahr 2000, in Ravager. Ihr Debütalbum Storm of Sin erschien 2002, welches beim französischen Label Osmose Productions veröffentlicht und vom Morbid Angel Live-Soundtechniker Juan „Punchy“ Gonzales produziert wurde. Vorher hatte die Band schon zwei Alben, darunter eine Split-CD mit Demonized, ohne Label veröffentlicht. Ravager unterschrieb bei Osmose Productions einen Drei-Alben-Vertrag. Im frühen Dezember 2003 wurde angekündigt, dass sich die Band trennt, weil Frontmann Antimo Buonanno und Schlagzeuger Oscar Garcia planen, unter dem Namen „Hacavitz“ eine ähnliche Band zu gründen.

## Diskografie
- 1998: Deadly Torture to the Rot Itself (Eigenveröffentlichung)
- 2000: Hell Birth (Split-CD mit Demonized bei American Line Productions)
- 2002: Storm of Sin (Osmose Productions)
- 2004: Naxzgul Rising (Osmose Productions)